# Macroprora chionobola
Macroprora chionobola là một loài bướm đêm trong họ Noctuidae.